# Sên sói tía
Euglandina rosea, tên gọi thông thường là Ốc sên sói hoa hồng hay "ốc ăn thịt đồng loại", là một loài ốc ăn thịt kích thước trung bình đến lớn trong họ Spiraxidae.

## Mô tả

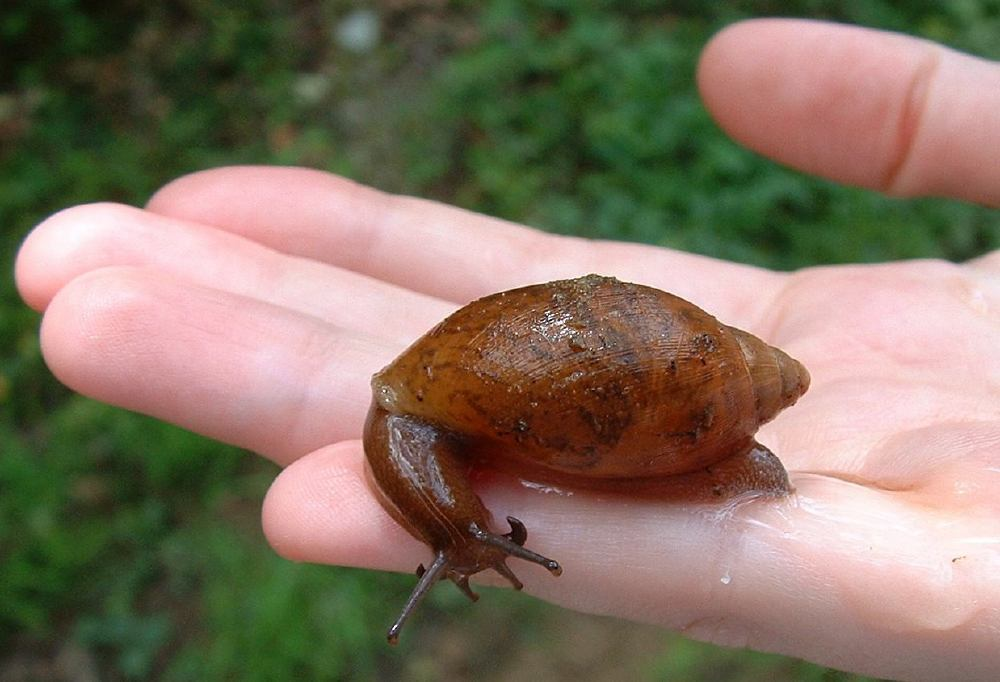
Euglandina rosea từ tây bắc Florida

Ốc sên sói hoa hồng có vỏ màu nâu nhạt dài và màu nâu sáng. Súc tu của nó thấp và gần như chạm đất. Vỏ thường là 40 đến 50 mm trong kích thước tối đa nhưng đôi khi có thể lớn như 60 hoặc thậm chí 70 mm.

## Thói quen ăn uống
Loài này là một động vật ăn thịt nhanh và phàm ăn, săn và ăn các loài ốc và sên khác. Các loài nhỏ hơn được ăn toàn bộ. Điều này đã cho nó biệt danh "ốc ăn thịt đồng loại".

## Hình ảnh

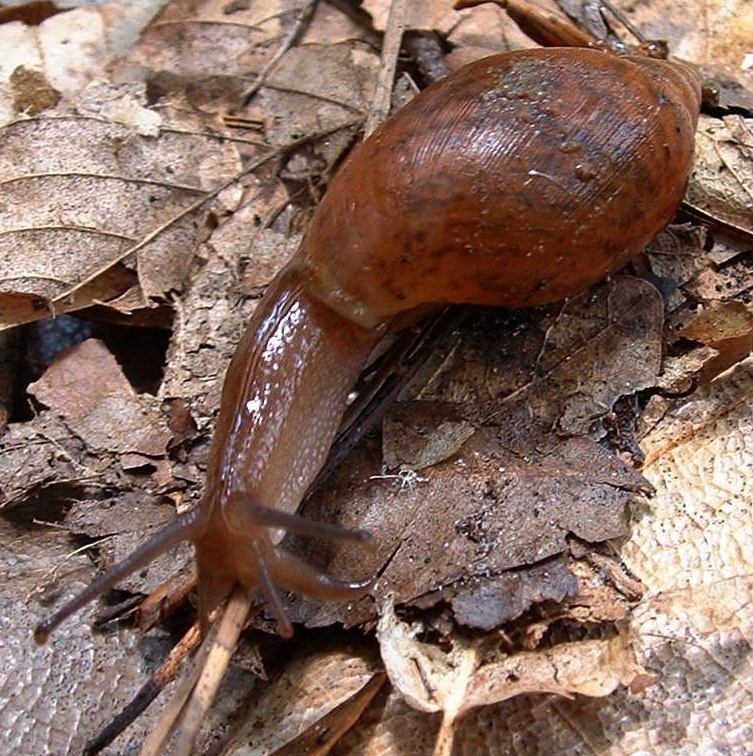
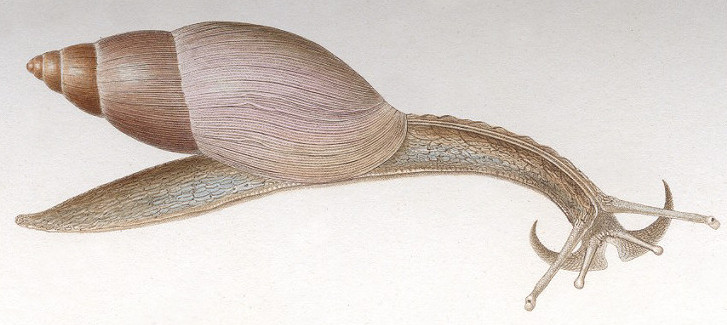
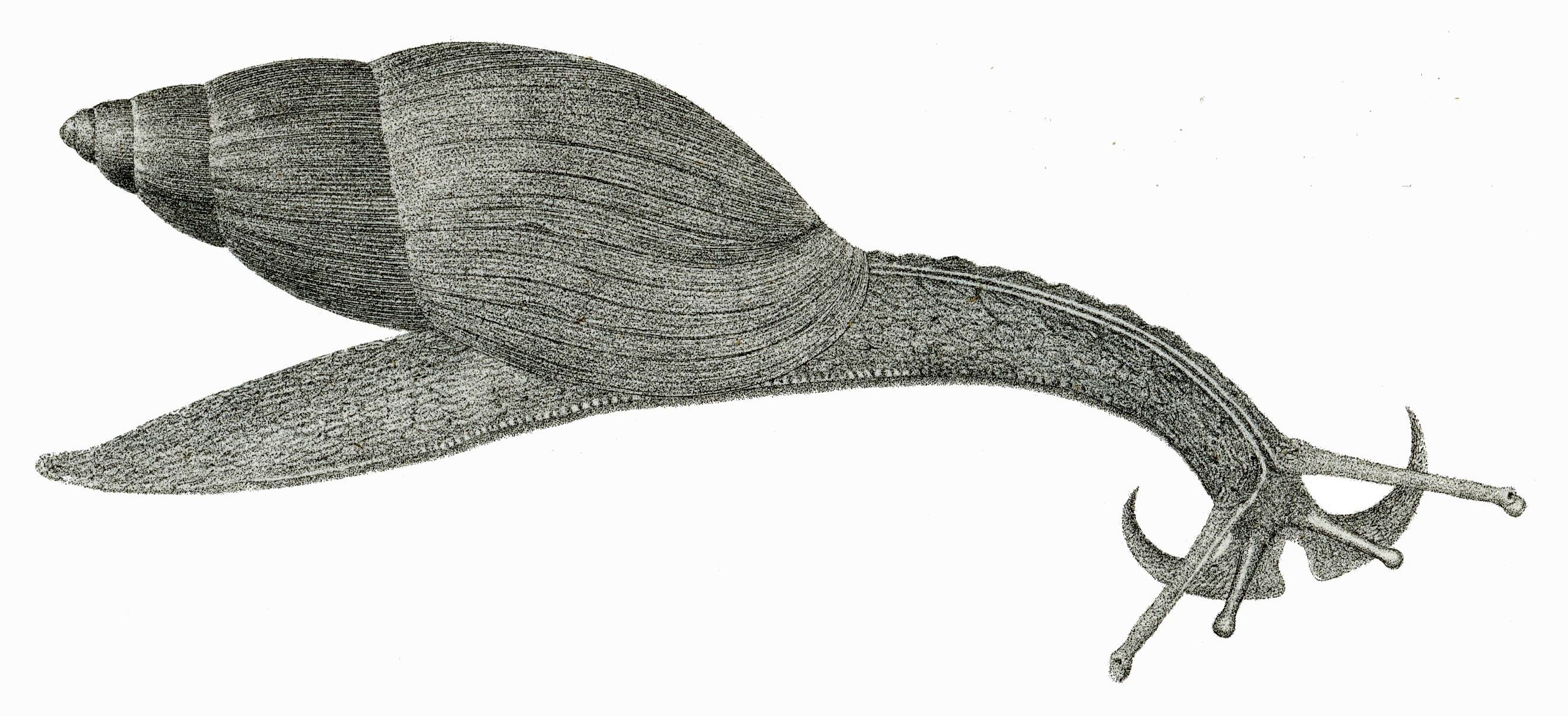
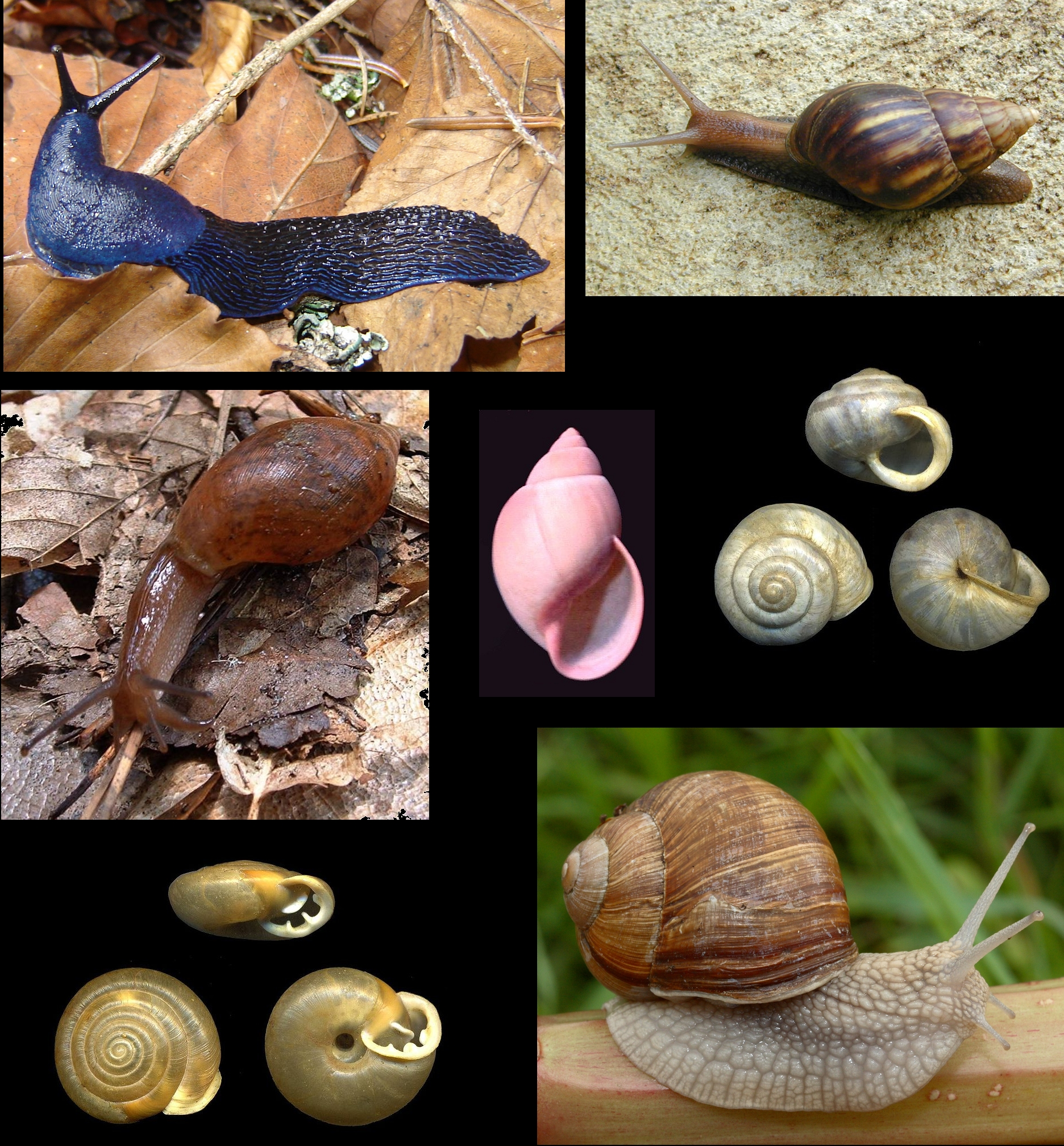